# Brunszvik Teréz-díj
A Brunszvik Teréz-díj az oktatási miniszter által adományozható egyik szakmai elismerés, amely kiemelkedő óvodapedagógiai munkáért, valamint az óvodapedagógus képzésben kiemelkedő munkát végző oktatók elismerésére adományozható.
Jutalomösszege 300 000 Ft/fő. Évente, a magyar kultúra napján, január 22-én, a felsőfokú oktatásban 2, a közoktatásban 5 személy kaphatja. A díjazott az adományozást igazoló okiratot és plakettet kap.

## A plakett
A plakett Lebó Ferenc szobrászművész alkotása.
A plakett kerek alakú, bronzból készült, átmérője 80, vastagsága 8 milliméter. A plakett egyoldalas, Brunszvik Teréz domború arcképét és a Brunszvik Teréz-díj feliratot ábrázolja.

## Díjazottak

### 2006
- Bódi Ferencné, a XIII. kerületi Pedagógiai Szolgáltató Központ óvodai szaktanácsadója, közoktatási szakértő
- Koósné Reha Valéria, a kerecsendi Napköziotthonos Óvoda vezetője
- Kovács Lajosné, a százhalombattai Szivárvány Óvoda vezetője
- Körmöci Katalin, az Eötvös Loránd Tudományegyetem mestertanára
- Mantlik Józsefné, a miskolci Reményi Utcai Óvoda vezetője
- Németh Menyhértné, a szolnoki III. Számú Óvodai Igazgatóság nyugalmazott, címzetes óvodavezetője

### 2007
- Kirsch Éva, a nyergesújfalui Benedek Elek Óvoda vezetője
- Kissné Dr. Korbuly Katalin, a Debreceni Egyetem Hajdúböszörményi Pedagógiai Főiskolai Kar dékánhelyettese, tanszékvezető főiskolai docens
- Kovács Gáborné, a szombathelyi Benczúr Óvoda vezetője
- Mezőfi Zoltánné, közoktatási szakértő, óvodai szaktanácsadó
- Perlai Rezsőné Dr., az ELTE Tanító- és Óvóképző Főiskolai Kara nyugalmazott főiskolai docense
- Tóth Józsefné, a Pécs-Szabolcsi Óvoda nyugalmazott óvodavezetője
- Varga Istvánné, az Ózd-Farkaslyuk Óvoda nyugalmazott óvodavezetője

### 2008
- Bachné Pekáry Zsuzsanna, a II. kerületi Rózsabimbó Óvoda intézményvezetője
- Jávorné dr. Kolozsváry Judit, az ELTE főigazgató-helyettes főiskolai docense
- Makra Lajosné, a röszkei Százholdas Pagony Óvoda vezetője, közoktatási szakértő
- Szigetvári Jánosné, az oroszlányi Brunszvik Teréz Óvoda óvodapedagógusa
- Tóth Balázsné, a XII. kerületi Orbánhegyi Óvoda vezetője
- Tóth Mariann, a Nyugat-Magyarországi Egyetem Kommunikációs Irodája vezetője, egyetemi főtanácsos
- Turi Istvánné, a XIV. kerületi Meseház Óvoda vezetője

### 2009
- Fülöp Sándorné, a karcagi Madarász Imre Egyesített Óvodai Intézmény nyugalmazott óvodapedagógusa
- Papp Kornélia, nyugalmazott szentendrei óvodapedagógus
- Simon Tamás, a Nyugat-magyarországi Egyetem Benedek Elek Pedagógiai Kar Főiskolai docense
- Szabó Zoltán Dezsőné, a hajdúhadházi Három Szirom Óvoda I. számú Napköziotthonos Óvoda nyugalmazott vezetőhelyettese
- Szalontai Judit, a Fővárosi Gyakorló Óvoda és Továbbképzési Intézmény igazgatója
- Szóda Józsefné, nyugalmazott tokodi óvodavezető
- Vajdáné Kutas Csillának, az ELTE Speciális Gyakorló Óvoda és Korai Fejlesztő Módszertani Központ óvodapedagógusa, nyelv- és beszédfejlesztő pedagógus

### 2010
- Benő Ferencné, a Kazincbarcikai Összevont Óvodák általános vezetőhelyettese
- Huszárné Kraft Valéria, Salgótarján Megyei Jogú Város Polgármesteri Hivatala vezető főtanácsadója
- Juhászné Cseresnyés Izabella, az Erzsébetvárosi Pedagógiai-Szakmai Szolgáltató Intézmény pedagógiai előadója
- Kiss Ferencné, a Nyugat-magyarországi Egyetem Lewinszky Anna Gyakorló Óvoda helyettes vezetője
- Kovácsné Hajzer Ibolya, a Debreceni Egyetem Napköziotthonos Óvodája vezetője
- Markó Lászlóné, a Kalocsa és Környéke Társult Óvodája tagóvoda-vezetője
- Szilva Lászlóné, a szegedi Fénysugár Katolikus Óvoda óvodapedagógusa

### 2011
- Békésné Lakatos Margit, az ELTE Tanító- és Óvóképző Főiskolai Kar főiskolai docense
- Czlennerné Illés Lívia, a Szombathely Megyei Jogú Város Polgármesteri Hivatala főtanácsosa
- Felvégi Józsefné, a XXII. Kerületi Egyesített Óvoda Tündérkert Tagóvoda nyugalmazott óvodavezetője
- Kovács Zoltánné, a domoszlói Margaréta Óvoda vezetője
- Nyéki Lászlóné, a Fóti Boglárka Óvoda és Bölcsőde vezetője
- Szántó Istvánné, az V. kerületi Játékkal-mesével Óvoda vezetője
- Windné Balogh Zsuzsanna, a Kaposvári Egyetem Pedagógiai Kar adjunktusa

### 2012
- Badak Gyuláné, a vásárosnaményi Játékország Óvodái vezetője
- Badics Tiborné, a szekszárdi 1. Számú Óvodai Egység óvodavezető-helyettese
- Bihariné dr. Krekó Ilona, az ELTE főiskolai docense
- Czencz Ágnes, a hévízi Brunszvik Teréz Napközi Otthonos Óvoda és Bölcsőde nyugalmazott óvodavezetője
- Katus Györgyné, a Kalocsa és Környéke Társult Óvodája, Bölcsődéje vezetője
- Merczel Sándorné, a Kaposvári Egyetem adjunktusa
- Pivók Lászlóné, az esztergomi Szentgyörgymezei Óvoda óvodapedagógusa

### 2013
- Angyalfiné Varga Julianna
- Boros Istvánné
- Borszéki Klára
- Bosnyák Istvánné
- Csiszár Jánosné
- Erdősy Jánosné
- Fekete Gyuláné
- Fülöpné Kiss Ibolya
- Gergely Ildikó
- Hajdú Károlyné
- Koszorúsné Tóth Katalin
- Kovács Józsefné
- Kovács Tiborné
- Marosvölgyi Lászlóné
- Németh Istvánné
- Palotai Istvánné
- Pap Jánosné
- Reizer Ottóné
- Sebők Lászlóné
- Szalma Ferencné
- Szamosi Istvánné
- Szarka Lászlóné, a Karcagi Madarász Imre Egyesített Óvoda és Pedagógiai Szakszolgálat nyugalmazott óvodavezetője
- Szentirmay Tamásné

### 2014
- Balogh Bálintné, a Játékvár Óvoda intézményvezetője
- Barad Sándorné, a Csicserke Óvoda Tápiószele nyugalmazott óvodavezető helyettese
- Barna Mária, a XXI. Kerületi Gyermekláncfű Óvoda óvodavezetője
- Bekesné Porczió Margit, a Festetics Karolina Központi Óvoda óvodavezetője
- Bereczki Lászlóné, a Békési Kistérségi Óvoda igazgatója
- Bíró Péterné, a Játéksziget Óvoda óvodapedagógusa
- Cseh Istvánné, a Kaposvár Rét utcai óvoda óvodavezetője
- Derzsényi Imréné, a Virág Árok Napköziotthonos Óvoda intézményvezetője
- Dr. Erdei Gergely Emőke, a Lencsési Óvoda óvodavezetője
- Dr. Hartl Éva, a Nyugat-magyarországi Egyetem Benedek Elek Pedagógiai Kar egyetemi docense
- Hatosné Gazdag Klára, a XXI. Kerületi Játéksziget Óvoda tagóvoda vezetője
- Horváth Istvánné, a Kispesti Gyöngykagyló Óvoda óvodapedagógusa
- Jezsoviczky Béláné, a Békési Kistérségi Óvoda és Bölcsőde óvodavezető-helyettese
- Kiss Istvánné, a XXI. Kerület Csepel Önkormányzata Népművészeti, kézműves és Szivárvány Óvodák óvodapedagógusa
- Kócsi Sándorné, a Százszorszép Művészeti Bázisóvoda óvodavezetője
- Kozák Tamásné, a Nyugat-magyarországi Egyetem Lewinszky Anna Gyakorló Óvoda óvodavezetője
- Lévai-Tóthné Dudás Éva, a Bökényi Napraforgó Óvoda óvodapedagógusa
- Majdán Ferencné, a Kompolt–Nagyúti Gyermekkertész Óvoda nyugalmazott óvodavezetője
- Marton Zsuzsanna, a Német Nemzetiségi Óvoda óvodavezetője
- Máté Istvánné, a Kondorosi Többsincs Óvoda és Bölcsőde óvodavezetője
- Nász Erzsébet, a XXI. Kerületi Gyermeksziget óvoda intézményvezetője
- Dr. Pálfi Sándor, a Debreceni Egyetem, Gyermeknevelési és Felnőttképzési Kar főiskolai docense
- Papp Lászlóné, a Püspökladányi Egyesített Óvodai Intézmény vezetője
- Ráczné Kovács Zsuzsanna, a Wunderland Kindergartennek, a Szekszárdi Német Nemzetiségi Önkormányzat óvodájának óvodavezető-helyettese
- Schmidt Mihályné, a Szigetbecsei Tóparti Óvoda intézményvezetője
- Seprényi Zoltánné, A Vasút a gyermekekért Alapítvány Dunakeszi Óvodája óvodavezetője
- Süvegjártó Katalin, a Zuglói Tihany Óvodaóvodavezető-helyettese
- Dr. Szarka Júlia, az ELTE Tanító és Óvóképző Kar főiskolai docense
- Szuszits Béla Tivadarné, a Előszállási Patakparti Óvoda óvodavezető-helyettese
- Tóth Julianna, a Hartyán-Árendás Összevont Óvoda óvodapedagógusa
- Vargáné Bene Éva, a Rákospalotai Kertvárosi Összevont Óvoda tagóvodavezetője
- Vester-László Rozália, a veszprémi Bóbita Körzeti Óvoda óvónője

### 2015
- Andróczki Györgyné, a Kincseskert Óvoda óvodapedagógusa
- Baán Károlyné, a Bóbita Körzeti Óvoda óvodapedagógusa
- Baloghné Stadler Irén, a Kőbányai Aprókháza Óvoda óvodavezetője
- Baranyi Katalin, a Szent Istváni Napköziotthonos Óvoda óvodapedagógusa, szakmai Munkaközösség vezetője
- Bazsó Erzsébet, a Hartyán-Árendás Összevont Óvoda óvodapedagógusa
- Bereczkiné dr. Záluszki Anna, az ELTE Tanító- és Óvónőképző Kar oktató adjunktusa
- Böjti Károlyné, Farmos Községi Óvoda címzetes óvodavezetője
- Breznai Erzsébet, a Borsod-Abaúj-Zemplén Megyei Óvoda, Általános Iskola, Speciális Szakiskola, Kollégium Ózdi Tagintézményének gyógypedagógus óvónője
- Etelakiné Sarkadi Gabriella, a Terézvárosi önkormányzat Szív Óvoda óvodavezetője
- Feketéné Perge Veronika, a kiskörei ÓV-Lak Óvoda óvodai intézményvezetője
- Hajas Lászlóné, a Budapest XV. kerületi Molnár Viktor Óvoda óvodavezetője
- Hetzmann-né Begala Anna, a Tatabányai Sárbereki Óvoda intézményvezetője
- Horváth Dori Márta, a Zugligeti Óvoda óvodapedagógusa, óvodavezetője
- Horváthné Nemes Eszter, a Budapest XXI. Kerület Csepel Önkormányzata Játéksziget Óvoda óvodapedagógusa, gyermekvédelmi felelőse
- Hovánszki Jánosné dr, a Debreceni Egyetem Gyermeknevelési és Felnőttképzési Kar főiskolai tanára
- Huszti Lászlóné, a Lövész Utcai Óvoda óvodavezetője
- Jarasovics Lászlóné, a Sátoraljaújhelyi Hétszínvirág Óvoda Szlovák és Német Nemzetiségi Óvoda, Bölcsőde óvodaigazgatója
- Kiss Sándorné, a Bükkábrányi Napsugár Óvoda és Bölcsőde nyugalmazott intézményvezetője
- Kozák Ferencné, a Kengyel község Napsugár Művészeti Modellóvoda intézményvezetője
- Kreiszl Antalné, a Ligeti Cseperedő Német nemzetiségi Óvoda Szabadság úti Tagóvoda tagóvodavezetője
- Dr. Krusinszki Ferencné, a szerencsi Csalogány Óvoda óvodavezető-helyettese
- Machán János Pálné, a Miskolci Diósgyőri Óvoda óvodavezetője
- Minyóczki Lászlóné, a Szendrőládi Óvoda óvodavezetője
- Molnárné Bánky Nóra, a Budapest XIV. kerületi Játékszín Óvoda intézményvezetője
- Németh Marcella Jolán, a Kőbányai Gyermekek Háza Óvoda óvodapedagógusa
- Padosné Kiszela Edit, a táplánszentkereszti Hét Kastély Kertje Művészeti Bázis Óvoda nyugalmazott óvodavezetője, óvodai szakértő, a Forrai Katalin Emlékmúzeum vezetője
- Paksiné Rózsa Éva, a bodajki Zengő Óvoda Egységes Óvoda-Bölcsőde intézményvezető- helyettese
- Podlovics Zoltánné, a Nagyhalászi Református Óvoda óvodavezetője
- Takácsné Ivaskó Ilona, a Csimotai Ringató Waldorf Óvoda nyugalmazott óvodavezetője
- Tavali Gabriella, a Kaposvári Petőfi Sándor Központi Óvoda óvodavezetője
- Tótáné Tóth Éva, a Szolnoki Városi Óvodák Tanügy-igazgatási igazgatóhelyettese
- Tóth János Tiborné, a Nekézsenyi Napraforgó óvoda óvodapedagógusa
- Tóthné Tímár Katalin, a Palotai Vadvirág Óvoda címzetes óvodavezetője
- Vargáné Fehér Erzsébet, a Hajdunánási Óvoda intézményvezető-helyettese
- Zala Mihály Lászlóné, a Budapest Főváros XIII. Kerületi Önkormányzat Egyesített Óvoda Varázskarika Tagóvodájának óvodapedagógusa

### 2016
- Balogh Ferenc Zoltánné, a Budapest XXI. kerületi Csepeli Csodakút Egyesített Óvoda Tündérkert Tagóvodájának óvodapedagógusa
- Barcsák Pálné, az Arnóti Napközi Otthonos Óvoda óvodavezetője
- Csendesné Nagy Judit, a Budapest XX. kerületi Kerekerdő Óvoda Bóbita Tagóvodájának óvodapedagógusa
- Döllesné Nagy Anikó, az Ozorai Mesevár Óvoda intézményvezető-helyettese
- Elek Zoltánné, a kengyeli Napsugár Művészeti Modellóvoda óvodapedagógusa
- Glatz Katalin, a miskolci Napraforgó Óvoda intézményvezetője
- dr. Gordánné Oláh Márta, a győri Bartók Óvoda óvodavezetője
- Hakkel Edit, a veszprémi Kastélykert Körzeti Óvoda óvodapedagógusa
- Hegyiné Bóné Katalin, a Budapest XXII. Kerületi Egyesített Óvoda Várkastély Tagóvodájának óvodapedagógusa
- Hermann-né Eger Márta, a rákosmenti Hófehérke Óvoda óvodavezető-helyettese
- Horinkáné Kiss Melinda, a Budapest XVI. kerületi Margaréta Óvoda vezetőhelyettese, óvodapedagógusa
- dr. Józsa Éva Magdolna, a Nyugat-magyarországi Egyetem Benedek Elek Pedagógia Kar egyetemi docense
- Kranzné Molnár Judit, a gilvánfai Csupaszív Óvoda óvodavezetője
- Lassu Tamásné, a várpalotai Forrás Evangélikus Keresztyén Óvoda óvodavezetője
- Léka Gézáné, a Budapest XIV. kerületi Tihany Óvoda óvodapedagógusa
- Molik Edit Zsuzsanna, a kaposvári Bajcsy-Zsilinszky Utcai Központi Óvoda óvodavezetője
- Motika Teréz, a pilisszántói Napköziotthonos Óvoda óvodapedagógusa
- Nagyné Árgány Brigitta, a Kaposvári Egyetem adjunktusa
- Papp Lászlóné, a Budapest XXI. kerületi Csepeli Csodakút Egyesített Óvoda Kádár Katalin Tagóvodájának óvodapedagógusa, volt óvodavezetője
- Petrezselyemné Forgács Magdolna, a tiszakécskei Városi Óvodák és Bölcsőde Arany János Utcai Óvoda tagintézmény-vezetője, óvodapedagógusa
- Pribelszki Péter Ivánné, a békéscsabai Kölcsey Utcai és Ligeti Sori Óvoda óvodavezető-helyettese
- Ráczné Oláh Edit, a Kecskeméti Főiskola Petőfi Sándor Gyakorló Általános Iskola és Gyakorló Óvoda intézményvezető-helyettese
- Rádainé Somosi Éva, a Budapesti Zsidó Hitközség Benjámin Óvodájának óvodavezetője
- Regenyéné Kostyik Tímea, a veszprémi Bóbita Körzeti Óvoda óvodapedagógusa
- Regősné Gömöri Csilla, a miskolci Kossuth Lajos Evangélikus Óvoda, Általános Iskola, Gimnázium és Pedagógiai Intézet óvodapedagógusa
- Ruskó Sándorné, a bodajki Törpe-Ovi Alapítvány Óvodájának intézményvezetője
- Soltiné Raj Rita, a ceglédi Lövész Utcai Óvoda óvodavezető-helyettese
- Steixnerné Strausz Ildikó, a Budapest XI. kerületi Gazdagréti Pitypang Óvoda, függetlenített intézményvezető-helyettese
- Süli Piroska, a szegedi Fénysugár Katolikus Óvoda óvodapedagógusa
- Szabóné dr. Szitányi Judit, az Eötvös Loránd Tudományegyetem Tanító- és Óvóképző Kar adjunktusa, megbízott tanszékvezetője
- Szekula Istvánné, a Pusztaszabolcs Városi Óvoda óvodapedagógusa
- Szücsné Gál Etelka, a Budapest XXI. kerület Csepeli Csodakút Egyesített Bázisóvoda általános intézményvezető-helyettese
- Takács Károlyné, az ajaki Rozmaring Óvoda és Bölcsőde intézményvezetője
- Zagyváné Varga Ilona, a püspökladányi Egyesített Óvodai Intézmény intézményvezető-helyettese
- Zsíros Istvánné, a szigethalmi Négyszínvirág Óvoda óvodapedagógusa

### 2017
- Bódi Csabáné, a recski Csengővár Óvoda nyugalmazott óvodavezető-helyettese, óvodapedagógusa
- Bognár Sándor Zsoltné, a győri Tárogató Óvoda vezetője
- Bókáné Takács Margit, az Ajaki Rozmaring Óvoda és Bölcsőde óvodapedagógusa, munkaközösség- vezetője
- Dr. Csertő Aranka, a kecskeméti Aranykapu Magán Óvoda alapítója, főiskolai docens, szakpszichológus és családterapeuta
- Födő Istvánné, a Dunaharaszti Mese Óvoda nyugalmazott óvodavezető-helyettese
- Hegyiné Horváth Éva, a Veszprémi Bóbita Körzeti Óvoda vezetője
- Icsu Ferencné, a polgári Napsugár Óvoda és Bölcsőde intézményvezetője
- Juhász Antalné, a Köröstarcsa Község Önkormányzata Napköziotthonos Óvoda és Bölcsőde nyugalmazott intézményvezetője
- Kosztyu Gyuláné, a Mórahalom Város Önkormányzata Napköziotthonos Óvoda intézményvezetője
- Márkus Lászlóné, a Budapest XVII. kerületi Rákosmenti Hétszínvirág Óvoda intézményvezetője
- Mészárosné dr. habil. Darvay Sarolta, az Eötvös Loránd Tudományegyetem Tanító-és Óvóképző Karának egyetemi docense, tanszékvezetője
- Szalontai Edit Éva, az óbudai Ágoston Művészeti Óvoda intézményvezetője
- Széchenyiné Lengyel Judit, a ceglédi Széchenyi Úti Óvoda intézményvezetője
- Takács Lászlóné, a Szikszói Óvoda nyugalmazott intézményvezetője
- Tóbiás Lászlóné, az edelényi Szent Miklós Görögkatolikus Iskola és Óvoda Oltalom Tagóvoda vezetője
- Vajda Károlyné, a Zalaszántói Kópékuckó Óvoda intézményvezetője
- Vas Éva, a Tiszakeszi Hétszínvirág Óvoda óvodapedagógusa
- Dr. Véghné Musil Ildikó, az Üllő Város Humán Szolgáltató Központ Bóbita Tagóvoda óvodapedagógusa, szakmai vezetője
- Virovec Pálné, a mátészalkai Négy Évszak Óvoda Kikelet Tagóvoda vezetője
- Zsiros Tünde, a Miskolci Százszorszép Óvoda vezetője

### 2018
- Angyal Györgyné, a szerencsi Óvoda és Bölcsőde intézményvezetője,
- Barnáné Likovszky Márta, a Budapest XXI. Kerület Csepel Önkormányzata Csepeli Csodakút Egyesített Óvoda szakmai intézményvezető – helyettese,
- Bátyai Éva, a budapesti Hegyvédi Mesevár Óvoda intézményvezetője,
- Béres Károlyné, a Rákosmenti Százszorszép Óvoda intézményvezetője,
- Dudás Sándorné, az Úri Napsugár Óvoda megbízott vezetője,
- Dudásné Szécsény Erika, a kecskeméti Neumann János Egyetem Petőfi Sándor Gyakorló Általános Iskola és Óvoda óvodapedagógusa,
- Erdős Imréné, a hajdúböszörményi Kincskereső Óvoda intézményvezetője,
- Karczewicz Ágnes Ilona, a nagykovácsi Kispatak Óvoda óvodapedagógusa,
- Kontér Béláné, a Mezőtúri Városi Intézmény - Csoda-Vár Központi Óvoda intézményvezetője,
- Kőrösi Gézáné, a Gégény Napsugár Óvoda és Konyha intézményvezetője,
- Mezeiné Bakóczay Hedvig, a pestszentlőrinci Napraforgó Óvoda intézményvezetője,
- Molnár Lászlóné, a Gyöngyös Város Óvodái intézményvezetője,
- Nagyné Szabó Etelka, a Rákosmenti Csicsergő Óvoda intézményvezetője,
- Nevigyánszky Éva, az ELTE Gyakorló Óvoda intézményvezetője,
- Pálné Selmeci Katalin, a Drégelypalánki Apródfalva Óvoda óvodapedagógusa,
- Dr. Péter József Lajosné, a békéscsabai Kölcsey Utcai és Ligeti Sori Óvoda intézményvezetője,
- Sárkányné Gazda Ágota, a Debrecen Megyei Jogú Város Boldogfalva Óvoda intézményvezetője,
- Sóváriné Kiss Erika, a Bekecsi Általános Művelődési Központ, Lurkó-ház Napköziotthonos Óvoda intézményvezetője,
- Tarr Ágnes, a Dombóvári Szivárvány Óvoda és Bölcsőde intézményvezetője,
- Varga Sándorné, a Miskolci Eszterlánc Néphagyományőrző Óvoda intézményvezetője.